# Petrášův palác
Petrášův palác je měšťanský dům palácového typu na Horním náměstí čp. 410/25 v historickém centru Olomouce. Barokní palác s pozůstatky původních středověkých staveb a renesančním dvorním traktem  je od roku 1958 památkově chráněn. 

## Historie
Palác stojí na parcelách dvou středověkých domů. Podle archeologického průzkumu sahá jeho historie do 2. poloviny 13. století. Počátkem 16. století byly domy spojeny do jednoho objektu, jehož prvním známým majitelem byl David Heppner. V roce 1576 dům koupil Jan Bítovský z Bítova a započal s jeho přestavbou na šlechtické sídlo. Původní gotické jádro bylo renesančně přestavěno v letech 1576–1604. Na západní straně bylo připojeno nové dvoupatrové křídlo s arkádami a v přízemí vybudován mázhaus. Od roku 1642 byl dům téměř osmdesát let  ve vlastnictví pánů z Vrbna.

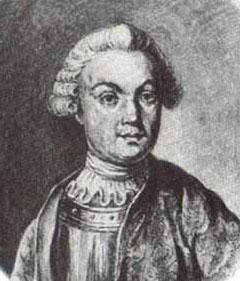
Josef Petráš (1714–1772)

V roce 1725 dům koupila Anna Marie Petrášová, vdova po císařském generálovi, povýšeném za zásluhy v boji proti Turkům do stavu svobodných pánů.  Byla iniciátorkou rozsáhlé barokní přestavby, která proběhla v letech 1725–1734. Vzniklo reprezentační sídlo s monumentálním, sochařsky zdobeným schodištěm a velkým sálem v 1. patře, které získalo podobu piana nobile. Bylo upraveno průčelí s honosným kamenným portálem a rodovým znakem Petrášů. V roce 1734 palác zdědil Josef Petráš a učinil z něj centrum kulturního a vědeckého života. V letech 1746–1751 byl sídlem první učené společnosti v Habsburské monarchii – Societas eruditorum incognitorum in terris Austriacis (v překladu: Společnost neznámých učenců v zemích rakouských), kterou založil. V roce 1751 se odstěhoval na své panství Nové Zámky u Bučovic a palác prodal. 
Později jej vlastnili různí měšťané, od roku 1875 Jan Ottahal, kovář a obchodník s železem z Holice. V té době se dům stal střediskem národního  a spolkového života. V roce 1899 byly provedeny rozsáhlejší úpravy interiéru, které souvisely s rostoucími podnikatelskými úspěchy rodinné firmy, jejíž vedení převzal František Ottahal. Ve 2. patře vznikl reprezentativní byt s jídelnou, salonem a hudebním pokojem, vyzdobený v novorokokovém stylu. V ostatních prostorách byly kanceláře velkoobchodu železem.  Od roku 1902 byla část 1. patra v pronájmu české banky Union. V roce 1940 bylo přízemí upraveno pro obchodní účely a do fasády prolomeny otvory pro výkladní skříně. V přízemí se dlouhá léta nacházela vinárna „U Trojice“.
V roce 1946 byl na základě Benešových dekretů dům zabaven ve prospěch československého státu. Na základě stížnosti byla polovina domu vrácena Otto Ottahalovi, druhá polovina byla v majetku města Olomouce. V následujících čtyřiceti letech se na domě prováděla jen drobná údržba. Po sametové revoluci získala polovinu domu v restituci Ottova  sestra  Helena Eichhoffová a v roce 1999 přes její dědice přešla definitivně do majetku státu. Dům prošel kompletní rekonstrukcí, která byla ukončena v roce 2000. Od roku 2001 zde sídlí Národní památkový ústav, územní odborné pracoviště v Olomouci. V přízemí jsou směrem do náměstí dvě obchodní jednotky.
V  roce 2014 byly obnoveny fasády do Horního náměstí i Švédské ulice včetně nátěru v původní barevnosti. Koncem roku 2023 byly restaurovány vikýře ve střeše směrem do Horního náměstí.

## Popis

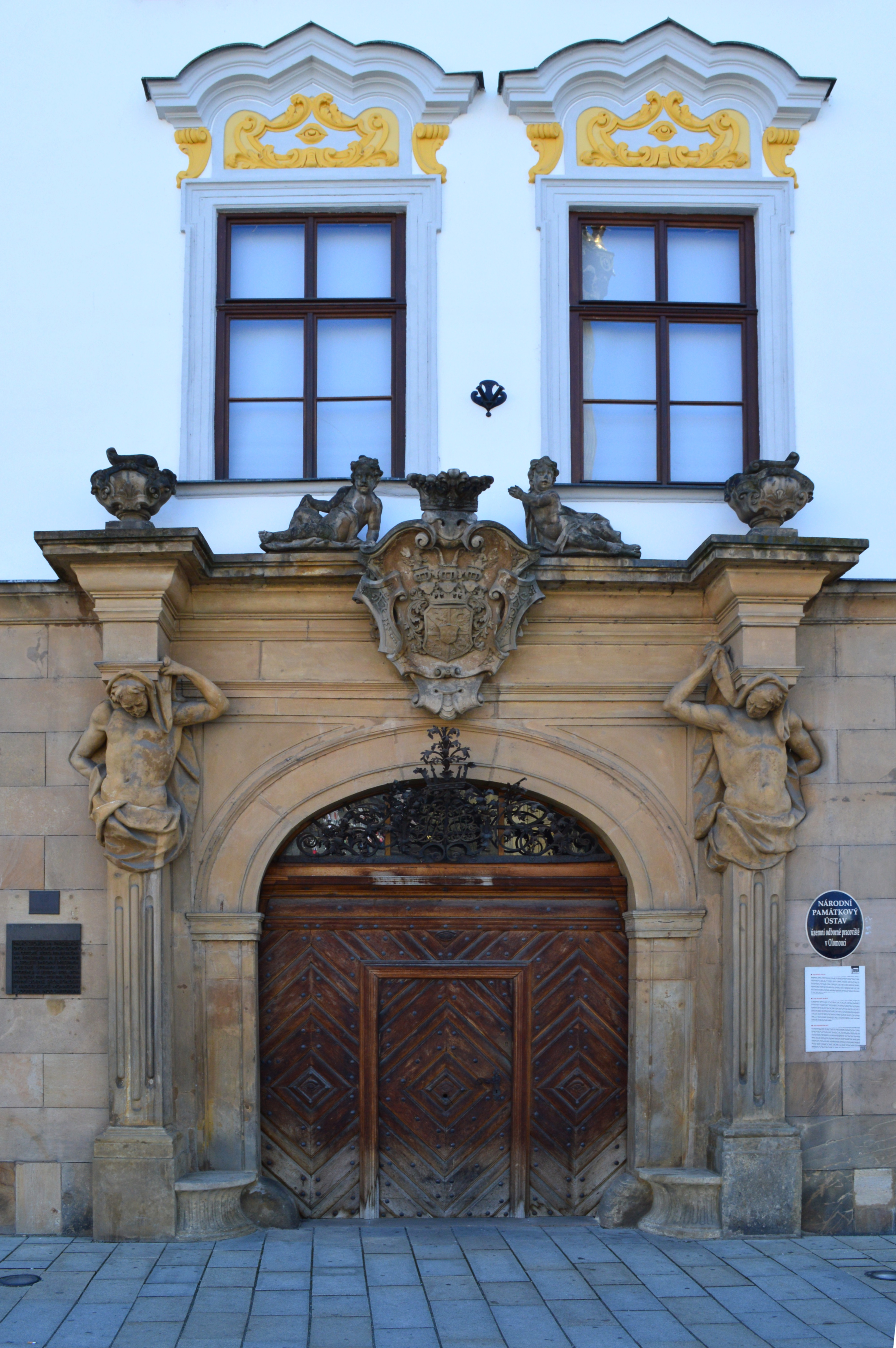
Portál Petrášova paláce v Olomouci

Nárožní dvoupatrový palác s půdním patrem a středním obdélným dvorem. Se sousedním domem nalevo je přes úzkou Švédskou uličku spojen třemi řadami prampouchů nad sebou (většinou bývá jedna řada). Na vnitřním dvoře jsou dochované trojpatrové renesanční arkády. Hlavní objekt situovaný do náměstí je třítraktový, jižní trojpodlažní křídlo je dvoutraktové s druhým traktem podél nádvoří tvořeným otevřenou arkádovou chodbou a západní příčné křídlo je dvoutraktové. Ve sklepních prostorách a přízemí se dochovaly valené klenby, renesanční křížové klenby jsou zachovány ve spojovací chodbě patra a na dvorních arkádách. V zadním příčném křídle objektu se dochovalo renesanční točité pískovcové schodiště. V hlavní budově je monumentální pozdně barokní dvouramenné schodiště s tepaným železným zábradlím a sochařskou výzdobou ve výklencích na podestách z dílny olomouckého sochaře Filipa Sattlera. V prostorách prvního patra jsou odkryty zbytky renesančních nástěnných maleb. Místnosti druhého patra, situované do náměstí, mají zachované romantické interiéry s malovanou s mytologickými motivy a štukovou výzdobou, dřevěným obložením a malovanými kachlovými kamny. Na nádvoří je druhotně deponované poškozené sousoší Klanění tří králů, pocházející asi z kaple kostela Panny Marie na Přehradí od sochaře Ondřeje Zahnera z 1. poloviny 40. let 18. století.
Fasáda do náměstí je monumentální pozdně barokní. Okna v patrech jsou rámována profilovaným ostěním se suprafenestrami. Podkroví osvětlují malá okna, zdobená šambránami. Střechy jsou sedlové, v části otočené do náměstí jsou čtyři malé vikýře. Přízemí je obloženo obdélnými pískovcovými deskami, uprostřed je pozdně barokní portál, který má po stranách trojdílné výkladní skříně. Portál má po bocích kanelované sloupy, zakončené postavami atlantů, nesoucích zalomené kladí, na jehož římse jsou symetricky umístěny dvě postavičky andílků a po okrajích kamenné vázy. Ve středu je umístěna kartuš s kamenným erbem svobodného pána Petráše. Sochařská výzdoba portálu je též dílem Fillipa Sattlera. Vstup je uzavřen původními dřevěnými vraty s tepanou barokní mříží v záklenku, uprostřed na umělecky kované mřížce je monogram Anny Marie Petrášové.

## Nálezy
V barokních břidličných podlahách paláce se vyskytují fosilní stopy (ichnofosilie): Spirodesmos spiralis, Lophoctenium comosum, Dictyodora liebeana, Planolites beverleyensis a Protopaleodictyon isp.
V rámci archeologického průzkumu v roce 1976 byly v 1. patře  paláce nalezeny zlomky renesančních kamnových kachlů s výjevy ze Starého a Nového zákona.